# Mantura mathewsi
Mantura matthewsii là một loài bọ cánh cứng trong họ Chrysomelidae. Loài này được Stephens miêu tả khoa học năm 1832.

## Hình ảnh

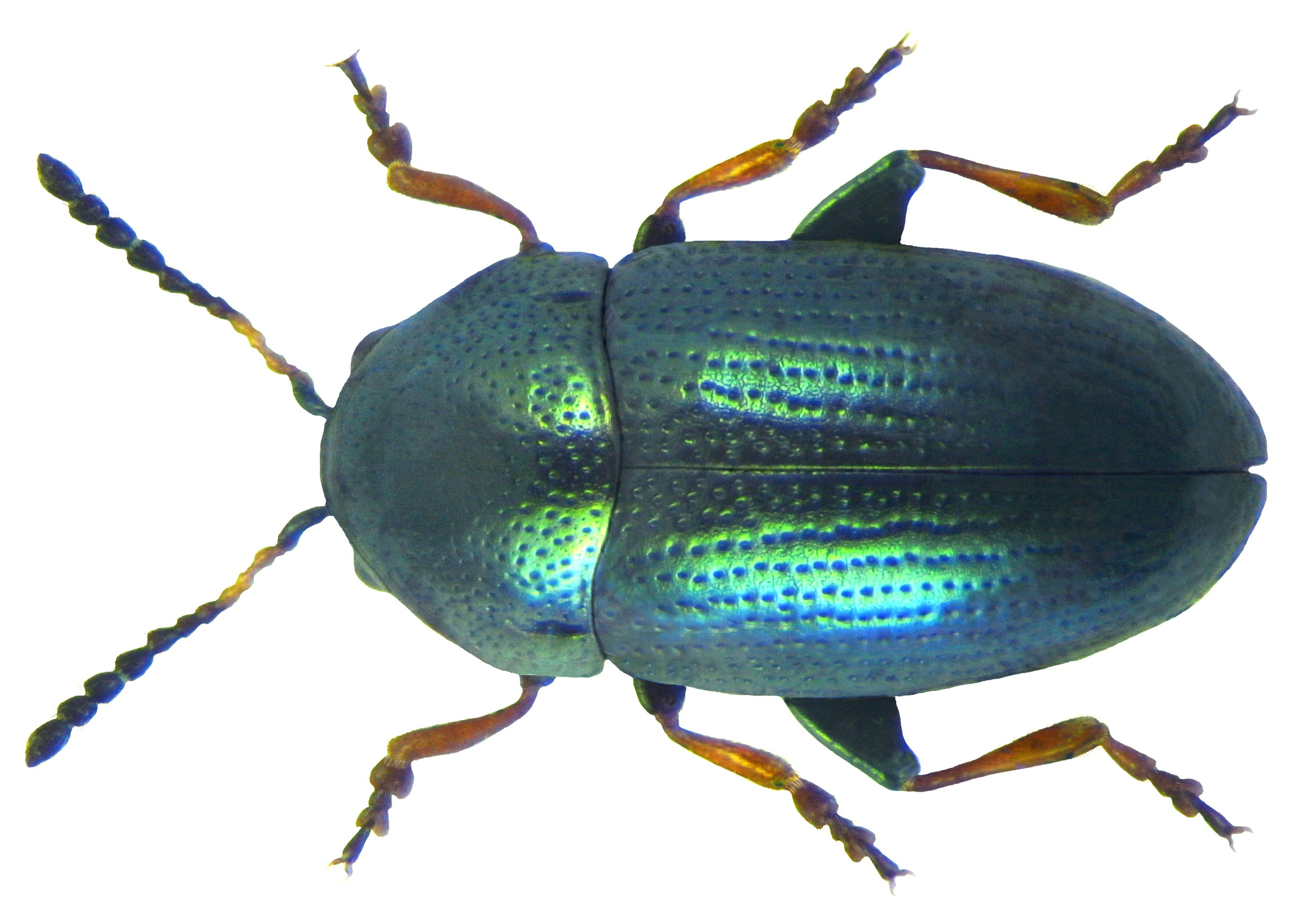